# Gesamtbeschreibung der Kakteen

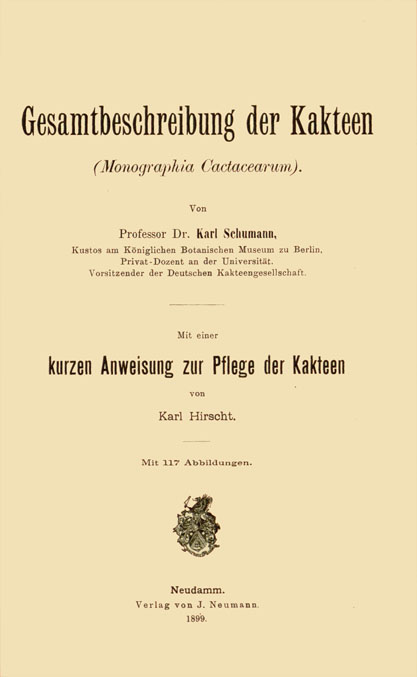
Titelseite von Schumanns Gesamtbeschreibung der Kakteen

Die Gesamtbeschreibung der Kakteen ist ein von 1897 bis 1898 in 13 Teilen veröffentlichtes Werk von Karl Moritz Schumann zur Kakteensystematik. Auf 832 Seiten werden 21 Gattungen mit 578 Arten aus der Pflanzenfamilie der Kakteengewächse beschrieben. Erstmals wurden die Kakteen darin in drei Unterfamilien gegliedert, eine Untergliederung die im Wesentlichen noch immer Bestand hat. 1903 wurde ein Nachtrag veröffentlicht.
Schumanns Werk war bis zum Erscheinen des vierbändigen Werkes The Cactaceae (1919–1923) der US-Amerikaner Nathaniel Lord Britton und Joseph Nelson Rose die umfangreichste Publikation über die bekannten Kakteen.

## Entstehungsgeschichte
Karl Moritz Schumann beschäftigte sich um 1886 erstmals intensiver mit den Kakteengewächsen als Carl Friedrich Philipp von Martius seine Flora Brasiliensis vorbereitete und er den 1890 erscheinenden Teil über die brasilianischen Kakteen erarbeitete. Im Januarheft der Zeitschrift Monatsschrift für Kakteenkunde konstatierte Schumann, dass eine aktuelle Gesamtbeschreibung der Kakteen fehle und bat die Mitglieder der Gesellschaft für Kakteenfreunde um ihre Mithilfe. Mit Unterstützung der Königlich Preußischen Staatsregierung unternahm Schumann eine Reise durch Oberitalien und Frankreich, während der er bedeutende Kakteensammlungen aufsuchte. Dazu zählten die Sammlungen Ludwig Winters in Bordighera, Thomas Hanburys in Ventimiglia, Robert Roland-Gosselins (1854–1925) in Colline de la Paix bei Villefranche-sur-Mer, Pierre Rebuts in Chazay-d’Azergues bei Lyon und die des Jardin des Plantes in Paris, die er unter Führung von Frédéric Albert Constantin Weber studierte.

## Werk
Die Gesamtbeschreibung der Kakteen (Monographia cactacearum) erschien von 1897 an im Verlag Julius Neumann in Neudamm. Im Gegensatz zu den ursprünglichen Planungen, die zehn Teillieferungen vorsah, bestand das Gesamtwerk am Ende aus 13 Lieferungen. Die Auslieferungen erfolgten im zweimonatigen Abstand. Der Preis betrug zwei Mark je Lieferung. Zum gleichen Preis bot der Verlag eine Einbanddecke in Halbleder mit Leinenüberzug an. Die Gesamtbeschreibung der Kakteen umfasste 832 Seiten, enthielt 117 Abbildungen und wurde durch eine Pflegeanleitung von Karl Hirscht († 1925) ergänzt. Die Einleitung ist auf den 15. November 1898 datiert.

### Inhalt
Die Gesamtbeschreibung der Kakteen ist wie folgt gegliedert:
- Einleitung
- I. Allgemeiner Teil
  - Familienmerkmale der Kakteen (Cactaceae) S. 1–28.
- II. Specieller Teil
  - Gliederung der Kakteen in Gattungen S. 29–31.
  - Autorenverzeichnis S. 32–45.
  - [Unterfamilien, Gattungen und Arten] S. 46–766.
- Die Pflege und Zucht der Kakteen S. 767–808.
- Vollständiges Register aller Arten, Varietäten, Synonyme und Volksnamen S. 809–832.

### Datum und Umfang der Lieferungen
Die 13 Einzellieferungen erfolgten zu folgenden Terminen:
| Lieferung | Seiten  | Lieferdatum       |
| --------- | ------- | ----------------- |
| 1         | 1–64    | Februar 1897      |
| 2         | 65–128  | 15. Mai 1897      |
| 3         | 129–192 | 1. August 1897    |
| 4         | 193–256 | 20. Oktober 1897  |
| 5         | 257–320 | 1. Januar 1898    |
| 6         | 321–384 | 25. Februar 1898  |
| 7         | 385–448 | 15. April 1898    |
| 8         | 449–512 | 20. Juni 1898     |
| 9         | 513–576 | 1. August 1898    |
| 10        | 577–640 | 1. Oktober 1898   |
| 11        | 641–704 | 1. November 1898  |
| 12        | 705–768 | 25. November 1898 |
| 13        | 769–832 | 15. Dezember 1898 |

### Rezeption
Im April 1897 wurde in der Vereinszeitschrift der Gesellschaft für Kakteenfreunde die erste Lieferung von Schumanns Werk besprochen. Regelmäßige Kurzrezensionen erfolgten auch in der von Johann Andreas Kneuckers (1862–1946) herausgegebenen Zeitschrift Allgemeine botanische Zeitschrift für Systematik, Floristik, Pflanzengeographie.
Anlässlich der 10. Jahreshauptversammlung der Deutschen Kakteen-Gesellschaft am 14. Juni 1903 erschienen 172 Seiten starker Nachtrag zur Gesamtbeschreibung der Kakteen sowie eine zweite Auflage derselben.

## Systematik
Schumann gliederte seine 21 Gattungen mit 578 Arten der Familie der Kakteengewächse erstmals in moderner Weise in Unterfamilien und Tribus auf. Bei seiner Unterscheidung auf Gattungsebene orientierte sich hingegen an der von Joseph zu Salm-Reifferscheidt-Dyck 1850 aufgestellten Systematik. Schumanns Unterfamilien Cereoideae (heute Cactoideae), Opuntioideae und Pereskioideae sind heute allgemein anerkannt. Die Unterfamilie Cereoideae gliederte er in drei Tribus.
Schumanns Zuordnung der Gattungen sah wie folgt aus:
- Unterfamilie Cereoideae
  - Gruppe Echinocactae
    - Cereus
    - Pilocereus
    - Cephalocereus
    - Phyllocactus
    - Epiphyllum
    - Echinopsis
    - Echinocereus
    - Echinocactus
    - Melocactus
    - Leuchtenbergia

  - Gruppe Mamillarieae
    - Mamillaria
    - Pelecyphora
    - Ariocarpus

  - Gruppe Rhipsalideae
    - Pfeiffera
    - Hariota
    - Rhipsalis

- Unterfamilie Opuntioideae
  - Gruppe Opuntieae
    - Opuntia
    - Nopalea
    - Pterocactus

- Unterfamilie Peireskioideae
  - Gruppe Peireskieae
    - Maihuenia
    - Peireskia

## Folgepublikationen
- Die Verbreitung der Cactaceae in Verhältniss zu ihrer systematischen Gliederung. Königl. Akademie der Wissenschaften, Berlin 1899. – 118 Seiten, 11 Verbreitungskarten.
- Gesamtbeschreibung der Kakteen (Monographia Cactacearum). Nachträge 1898 bis 1902. J. Neumann, Neudamm 1903 (online) – 172 Seiten.
- Blühende Kakteen (Iconographia Cactacearum). J. Neumann, Neudamm ab 1900 – je Heft 4 Tafeln.
- Keys of the Monograph of Cactaceae. J. Neumann, Neudamm 1903 (engl. Übersetzung des Schlüssels auf Betreiben von Charles Darrah), 68? Seiten.

## Nachweise